# Naharija (nádraží)
Naharija (hebrejsky: תחנת רכבת נהריה‎, Tachanat rakevet Naharija) je železniční stanice na pobřežní železniční trati v Izraeli.

## Poloha
Leží na severu Izraele, na východním okraji města Naharija, poblíž křižovatky dálnice číslo 4 (Gdud 21) a ulice Sderot ha-Ga'aton. Jde o konečnou stanici tratě, bývalý úsek severně odtud směrem k libanonským hranicím byl zrušen.

## Doprava
Stanice je obsluhována autobusovými linkami společnosti Egged i místními linkami v Nahariji. K dispozici jsou parkovací místa pro automobily, veřejný telefon a automat na nápoje.